# Норман Фостер Ремзи мл.
Норман Фостер Ремзи млађи (енгл. Norman Foster Ramsey Jr., 27. август 1915 – 4. новембар 2011) био је амерички физичар, који је 1989. године добио Нобелову награду за физику „за откриће методе одвојених осцилаторних поља и њену употребу у водоничним масерима и другим атомским часовницима”.